# Ville aux sept collines
Cette liste énumère les villes dites Ville aux sept collines.
- Besançon (France)
- Istanbul (Turquie) : sept collines d'Istanbul (en)
- Jérusalem (Israël/Territoires palestiniens occupés)
- Iași (Roumanie) : sept collines d'Iași (en)[1]
- Kiev (Ukraine)
- Medellín (Colombie)
- Moscou (Russie) : sept collines de Moscou (en)
- Nîmes (France)
- Rome (Italie) : sept collines de Rome
- Saint-Affrique (France)
- Saint-Étienne (France)
- San Francisco (États-Unis) : liste des collines de San Francisco (en)
- Seattle (États-Unis) : sept collines de Seattle (en)
- Shimla (Inde) : sept collines de Shimla (en)
- Yaoundé (Cameroun)
- Lisbonne (Portugal)